# Thomas Willi
Thomas Willi (San Gallo, 27 luglio 1942) è un teologo svizzero di religione protestante.

## Biografia
Dopo aver studiato teologia protestante e lingue del Vicino Oriente antico a Basilea, Parigi e Gottinga, il 13 febbraio 1970 conseguì il titolo accademico di Doctor of Theology presso l'Università di Tubinga. Nel frattempo, era già stato nominato parroco di Eichberg e presidente della Stiftung für Kirche und Judentum di Basilea (Fondazione per la Chiesa e l'Ebraismo), della quale era membro anche il teologo Kurt Hruby, coautore di alcuni testi con Willi.
Nel 1991 completò l'abilitazione all'insegnamento universitario a Berna. Dal 1994 fino al suo pensionamento nel 2007 fu professore di Antico Testamento presso la Facoltà Teologica dell'Università di Greifswald.

Successivamente, fu nominato aggiunto ai professori onorari dello stesso dipartimento. Al febbraio 2020, risultava membro del comitato di redazione della rivista Judaica.

## Opere selezionate
- Herders Beitrag zum Verstehen des Alten Testaments (= Beiträge zur Geschichte der biblischen Hermeneutik. vol. 8), Mohr Siebeck, Tubinga, 1971, ISBN 3-16-131871-4.
- Die Chronik als Auslegung. Untersuchungen zur literarischen Gestaltung der historischen Überlieferung Israels (= Forschungen zur Religion und Literatur des Alten und Neuen Testaments. Band 106). Vandenhoeck & Ruprecht, Gottinga, 1972. (relativo ala dissertazione dottorale di Tubinga del 1970).
- Thomas Willi, Ina Willi-Plein, Glaubensdolch und Messiasbeweis. Die Begegnung von Judentum, Christentum und Islam im 13. Jahrhundert in Spanien (= Forschungen zum jüdisch-christlichen Dialog, vol. 2). Neukirchener Verlag, Neukirchen-Vluyn, 1980.
- Juda – Jehud – Israel. Studien zum Selbstverständnis des Judentums in persischer Zeit (= Forschungen zum Alten Testament. Band 12). Mohr, Tubinga, 1995, ISBN 3-16-146478-8 (relativo all'abilitazione di Berna nel 1991).
- Esra. Der Lehrer Israels  (= Biblische Gestalten. Band 26). Evangelische Verlagsanstalt, Lipsia, 2012.
- Michael Pietsch, Israel und die Völker. Studien zur Literatur und Geschichte Israels in der Perserzeit (= Stuttgarter biblische Aufsatzbände. Altes Testament. vol. 55). kbw, Bibelwerk, Stoccarda, 2012.